# 迪欧斯捷尔VTK
迪欧斯捷尔VTK（Diósgyőri VTK）是匈牙利足球俱乐部，位于匈牙利米什科尔茨。俱乐部现属匈牙利足球甲级联赛球队，球队的主体育场为DVTK体育场。

## 球队历史
- 1910年 : 迪欧斯捷尔VTK足球俱乐部建立
- 1938年 : 兼并了迪欧斯捷尔AC重组成Dimávag SC 迪欧斯捷尔
- 1945年 : 俱乐部更名回 迪欧斯捷尔VTK
- 1951年 : 俱乐部更名为 迪欧斯捷尔Vasas
- 1956年 : 俱乐部更名为 米什科尔茨迪欧斯捷尔VTK
- 1977年 : 球队参加欧洲杯赛事(1977/78年)
- 1992年 : 俱乐部更名为 迪欧斯捷尔足球俱乐部
- 2001年 : 俱乐部更名回 迪欧斯捷尔VTK
- 2004年 : 俱乐部更名为 巴拉顿足球俱乐部 重组成迪欧斯捷尔-巴拉顿足球俱乐部
- 2006年 : 俱乐部更名回 迪欧斯捷尔VTK

## 球队荣誉
- 匈牙利杯
  - 冠军 : 1977年, 1980年
  - 亚军 : 1942年, 1965年, 1981年